# Ï
Ï er et bogstav der bruges i flere sprog skrevet med det latinske alfabet.
På afrikaans, hollandsk, galicisk og fransk bruges ï hvor to vokaler er ved siden af hinanden til at indikere korrekt fokus og udtalelse af et sådant ord. For eksempel i ord som Maïs (hollandsk/fransk), Oekraïne (hollandsk/afrikaans) eller i ordet naïve.
I transkriberingen af Amazonas sprog bruges ï til at repræsentere den høje centrale vokal [ɨ].
| Sprog | Spire Denne artikel om sprog er en spire som bør udbygges. Du er velkommen til at hjælpe Wikipedia ved at udvide den. |